# Dok you

Logo von dok you

dok you ist ein Pilotprojekt zur Förderung der Rezeption und Produktion von Dokumentarfilmen für Kinder. dok you wurde im Jahr 2008 initiiert von der dokumentarfilminitiative im Filmbüro Nordrhein-Westfalen (dfi) und doxs!, der Kinder- und Jugendsektion der Duisburger Filmwoche. Beide Institutionen fungierten als Veranstalter der ersten, 2008 gestarteten Staffel.
Im März 2010 übernahmen Blinker Filmproduktion GmbH und Boogiefilm GbR mit Sitz in Köln die Projektleitung.

## Projektziele
Inspiriert vom niederländischen kids&docs haben doxs! und die dfi einen Wettbewerb für dokumentarische Treatments ins Leben gerufen, der Nachwuchsfilmemacher einlädt, möglichst nah an Kindern dokumentarisches Arbeiten zu erproben. Neben der Begegnung mit Kindern und Schulen ermöglicht dok you eine Fortbildung mit europäischen Experten im Bereich des Kinderdokumentarfilms sowie die Betreuung und Begleitung der Treatment-Entwicklung von Mentoren aus der Branche.
Primäres Ziel von dok you ist, Aufmerksamkeit und Anerkennung für den Kinderdokumentarfilm in Deutschland zu schaffen durch:
- Produktion von vier bis sechs neuartigen Kinderdokumentarfilmen pro Jahr in Koproduktion mit dem WDR
- Weiterbildung für junge Filmemacher in diesem Bereich
- Filmbildungs-Workshops für Schüler sowie Fortbildungen für Lehrer
- ganzjährige Partizipationsmöglichkeiten für Kinder im Rahmen von Onlinewettbewerben & Events
- Herstellung von Begleitmaterial für die Filmbildung im Schulunterricht
- kontinuierliche multimediale Präsenz
- Bündelung der Filme zu thematischen Kompilationen und Aufbau einer Library

dok you führt alles zusammen: die Produktion von kreativen Dokumentarfilmen für Kinder, Nachwuchsförderung, kulturelle Filmbildung und Medienpädagogik, die Auswertung der Filme im Fernsehen, im Kino, auf Festivals und auf DVD. dok you ermöglicht damit erstmals eine nachhaltige und strukturelle Verankerung des Kinderdokumentarfilms in Deutschland.

## Rückblick Staffel 1
Gestartet ist dok you im Herbst 2008 mit Dokumentarfilmworkshops an zehn Schulen in Nordrhein-Westfalen, die von den beteiligten Filmemachern durchgeführt wurden. Aus diesen Begegnungen in den Schulen wurden Treatments erarbeitet, die mit unterschiedlichen ästhetischen Handschriften und inhaltlichen Schwerpunkten das Leben von Kindern in NRW dokumentarisch verfilmen. Eine bundesweite Jury hat in Duisburg die ersten dok-you-Gewinner nominiert und sechs Stoffe ausgewählt, die mit Mitteln des WDR realisiert wurden. 
Ausgewählt wurden:
- Ednas Tag von Bernd Sahling
- Eiki – Vielleicht nach Japan von Susanne Mi-Son Quester
- Gelb & Pink von Alexandra Schröder
- Herr Rücker von Anna Wahle
- Nick & Tim von Bettina Braun
- 2 x klüger von Piet Eekman

Alle fertiggestellten dok-you-Filme feierten bei doxs! im Rahmen der Duisburger Filmwoche im November 2009 bzw. 2010 Premiere und laufen seitdem auf internationalen Festivals. 
Die Fernsehausstrahlung im WDR beginnt am 23. Februar 2011.
Botschafter der ersten dok-you-Staffel waren Aslı Sevindim (künstlerische Direktorin, Stadt der Kulturen RUHR.2010 GmbH), Ralph Caspers (Moderator, Drehbuchautor) sowie Nora Tschirner (Schauspielerin).

### Dokumentarfilmworkshops an Schulen
Kern von dok you ist die künstlerische Begegnung von Filmemachern und Kindern in Schulen. Erfahrene Filmemacher sowie Absolventen von Filmhochschulen boten im Rahmen der ersten dok-you-Staffel Workshops an, die Kinder zwischen 10 und 13 Jahren dazu anregen, das Medium Film und den Dokumentarfilm für sich zu entdecken. Gleichzeitig wurden die Schüler selbst kreativ, indem sie eigene Ideen für dokumentarische Stoffe entwickelten und gemeinsam mit den Filmemachern medienpraktische Übungen durchführten. Für die Filmemacher waren diese Begegnungen inmitten des Alltags von Schülern zugleich Ausgangspunkt für die weitere Recherche und Stoffentwicklung.
Im ersten Projektzeitraum wurden 10 interessierte Schulen in NRW für die Zusammenarbeit mit dem Projekt ausgewählt. Dabei wurden vor allem Schultypus, Lage, Sozialraum und kultureller Hintergrund der Schüler berücksichtigt. Dieser breite Realitätsausschnitt sicherte die spätere Vielfalt der Bilder und Geschichten, so dass möglichst viele Kinderperspektiven in den Dokumentarfilmen aus und auch über deren Leben in NRW enthalten sind.
Die beteiligten Schulen 2008/2009:
- Albert-Schweitzer-Hauptschule, Bochum
- Otto-Hahn-Gymnasium, Dinslaken
- Helmholtz-Gymnasium Dortmund
- Emil-Rentmeister-Gesamthauptschule, Duisburg
- Theodor-Heuss-Hauptschule, Erftstadt -Lechenich
- Europaschule/Gymnasium der Stadt Kerpen
- Erich-Kästner-Gymnasium, Köln
- Otto-Lilienthal-Realschule, Köln
- Städtische Realschule, Radevormwald
- Städtische Gesamtschule Solingen

### Fortbildungen für Filmemacher
Die an dok you beteiligten Filmemacher bekamen die Möglichkeit, sich innerhalb eines Workshops mit erfahrenen internationalen Dokumentarfilmern über die kreative Zusammenarbeit mit Kindern auszutauschen und das dokumentarische Arbeiten speziell für junge Zielgruppen zu reflektieren.
Während der ersten dok-you-Staffel fand im November 2008 im Rahmen der Duisburger Filmwoche eine europäische Fachtagung mit Referenten aus den Niederlanden und Frankreich statt. Die Fachtagung wurde in Kooperation mit der MEDIA Antenne Düsseldorf durchgeführt und unterstützt von der Botschaft des Königreichs der Niederlande sowie dem Institut Francais in Düsseldorf und dem deutsch-französischen Kulturzentrum in Essen.
Während der Entwicklung der Stoffe zu Treatments wurden die Filmemacher durch Mentoren dramaturgisch betreut. Die Mentoren der Staffel 2008/2009 waren:
- Katrin Schlösser, Produzentin und Professorin für kreative Film- und Fernsehproduktion an der Kunsthochschule für Medien Köln (KHM).
- Jan Peters, Filmemacher, Hörspielautor und Videokünstler
- Cornelia Klauß, Dramaturgin und u. a. Mitglied in der Auswahlkommission des Deutschen Wettbewerbs der Internationalen Kurzfilmtage Oberhausen

### Jury
Die fertigen Treatments werden einer Fachjury und einer Kinderjury präsentiert, die darüber entscheiden, welche der 10 Stoffe mit Mitteln des WDR realisiert werden.
Über die Treatments der ersten Staffel wurde im März 2009 in Duisburg entschieden. 
Der dok-you-Jury gehörten an:
- Andrea Ernst, WDR-Redakteurin (Planet Schule)
- Anna Fantl, Filmstiftung NRW
- Margret Albers, Geschäftsführerin der ,Stiftung Goldener Spatz‘
- Michael Jahn, Projektleiter der Schulkinowochen bei ,VISION KINO‘
- Leopold Grün, Dokumentarfilmer und Medienpädagoge

### Auswertung
Die dok-you-Filme aus dem Projektdurchlauf 2008/2009 wurden erstmals während der Duisburger Filmwoche 2009 der Öffentlichkeit präsentiert und weiterhin auf Festivals, im Kino und im Fernsehen ausgewertet. Zusammen mit Zusatzmaterial aus dem gesamten Projekt werden die Filme im Anschluss medienpädagogisch aufgearbeitet und sollen auf einer DVD veröffentlicht werden.

### Pressestimmen
„Ein richtiger, wichtiger und zukunftsweisender Schritt.“ – Kinder- und Jugendfilm Korrespondenz
„Junge Lebenswelten in echt. dok you begeistert.“ – Westdeutsche Allgemeine
„Nicht weniger als der Aufbruch in ein neues und kraftvolles Genre des Dokumentarfilms.“ – Rheinische Post
„[…] wo sich zwischen all den Debatten um Turbo-Abi und Rütli-Schule das tatsächliche Leben der Heranwachsenden abspielt […] Bleibt zu hoffen, dass der Traum vom Dokumentarfilm, der sein junges Publikum ernst nimmt, auch über das Projekt hinaus Realität wird und all den wilden Hühnern, Kerlen und Hexen das bunte Leben juveniler Wirklichkeit entgegensetzt.“ – schnitt
„[…] das Projekt dok you, ambitionierte Dokumentarfilme mit und für Kinder, war ein voller Erfolg. […] Tosender Applaus bestätigte das Projekt.  […] Experiment gelungen!“ – derwesten.de

## Partner und Förderer
dok you wird maßgeblich unterstützt von der Kulturabteilung der Staatskanzlei NRW sowie vom WDR.

Partner der ersten Staffel waren außerdem:
Filmstiftung NRW, Kinderfilmförderung des BKM, Kuratorium Junger Deutscher Film, German Films, Durniok Foundation, AG Kurzfilm, Förderverein Deutscher Kinderfilm e.V., Akademie für Kindermedien, Vision Kino, Kids & Docs / Idfa sowie Camcar.

## Beteiligte Filmemacher/Produzenten
Für dok you wurden erfahrene Filmemacher und Produzenten genauso wie der Nachwuchs angesprochen, mit dem Ziel einer Kompetenzvermehrung innerhalb der Dokumentarfilmbranche. So soll dem Nischengenre Kinderdokumentarfilm eine neue Plattform gegeben werden. Das Projekt konnte Nachwuchsautoren und eine Nachwuchsproduzentin aus der Kunsthochschule für Medien (KHM) und der Internationalen Filmschule (ifs), beide in Köln, für sich gewinnen. Ebenso nehmen Absolventen der Fachhochschule Dortmund sowie eine Studierende der HFF München daran teil.
Die Filmemacher und Produzenten der ersten dok you Staffel:
- Martin Brand,  Jahrgang 1975, Wohnort Köln.
- Bettina Braun, Jahrgang 1969, Köln.
- Piet Eekman, Jahrgang 1964, Brüssel.
- Ariane Kessissoglou, Jahrgang 1971, Köln.
- Volker Köster, Jahrgang 1966, Duisburg.
- Meike Martens, Jahrgang 1974, Köln (Produzentin).
- Susanne Quester, Jahrgang 1979, München.
- Bernd Sahling, Jahrgang 1961, Berlin/Wandlitz.
- Alexandra Schröder, Jahrgang 1975, Köln.
- Janna Velber, Jahrgang 1979, Köln (Produzentin).
- Anna Wahle, Jahrgang 1981, Berlin.
- Britta Wandaogo, Jahrgang 1965, Köln.